# Eisner Award para Best Reality-Based Work
O Eisner Award para Best Reality-Based Work (em português, Melhor Obra Baseada em Fatos Reais, Melhor Obra Baseada em Fatos ou Melhor Não-Ficção) é uma das categorias do Will Eisner Comic Industry Award, popularmente conhecido como Eisner Awards. A cerimônia foi estabelecida em 1988 e desde então é realizada durante a convenção "Comic-Con", que ocorre anualmente em San Diego, Califórnia. A categoria foi incluída na premiação em 2006.

## Histórico
Entre 1985 e 1987, a editora Fantagraphics Books promoveu o Kirby Awards, uma premiação dedicada à indústria dos quadrinhos e com os vencedores recebendo seus prêmios sempre com a presença do artista Jack Kirby. As edições do Kirby Awards eram organizadas por Dave Olbrich, um funcionário da editora. Em 1987, com a saída de Olbrich, a Fantagraphics decidiu encerrar o Kirby Awards e instituiu o Harvey Awards, cujo nome é uma homenagem à Harvey Kurtzman. Olbrich, por sua vez, fundou no mesmo ano o "Will Eisner Comic Industry Award".
Em 1988, a primeira edição do prêmio foi realizada, no mesmo modelo até hoje adotado: Um grupo de cinco membros reúne-se, discute os trabalhos realizados no ano anterior, e estabelece as indicações para cada uma das categorias, que são então votadas por determinado número de profissionais dos quadrinhos e os ganhadores são anunciados durante a edição daquele ano da San Diego Comic-Con, uma convenção de quadrinhos realizada em San Diego, Califórnia. Por dois anos o próprio Olbrich organizou a premiação até que, ao ver-se incapaz de reunir os fundos necessários para realizar a edição de 1990 - que acabou não ocorrendo - ele decidiu transferir a responsabilidade para a própria Comic-Con, que desde 1990 emprega Jackie Estrada para organizá-lo.

## Vencedores
| Ano  | Obra (s)                                            | Artista(s)                                               | Editora                                    | Indicados | Nota          |
| ---- | --------------------------------------------------- | -------------------------------------------------------- | ------------------------------------------ | --- | ------------- |

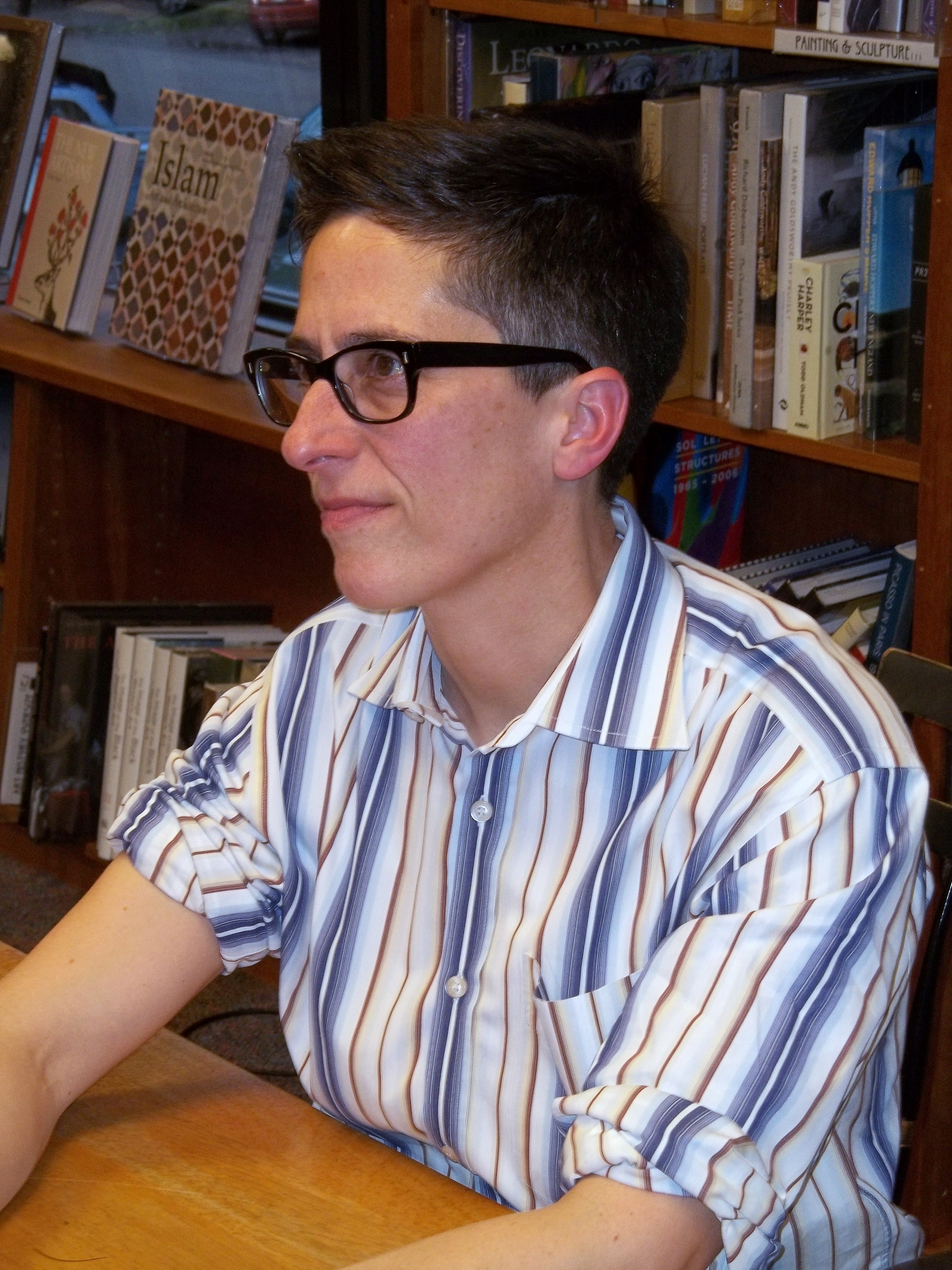
Alison Bechdel, autora de Fun Home, autobiografia vencedora da categoria em 2007.

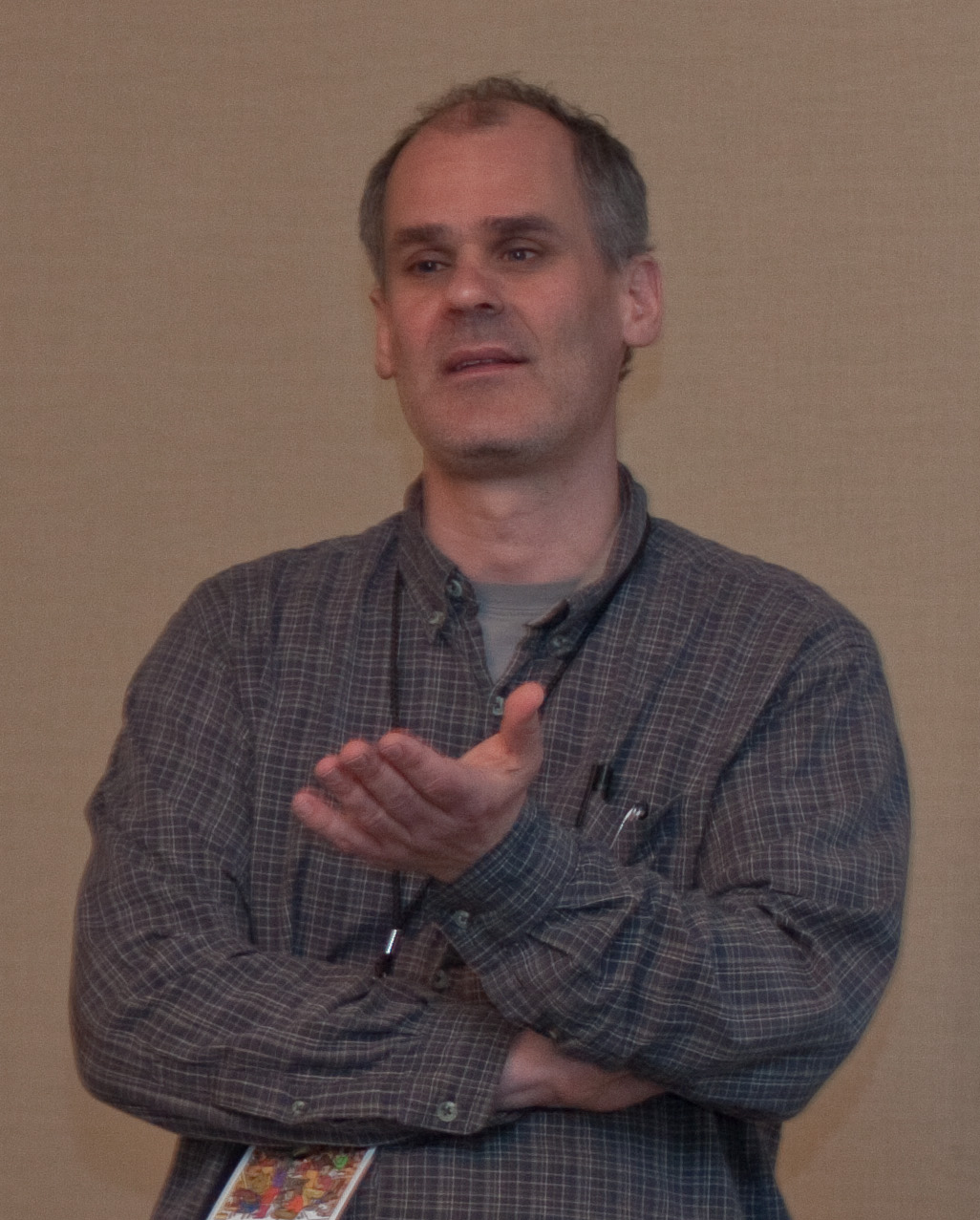
O cartunista e professor James Sturm, autor de Satchel Paige: Striking Out Jim Crow, obra vencedora em 2008.

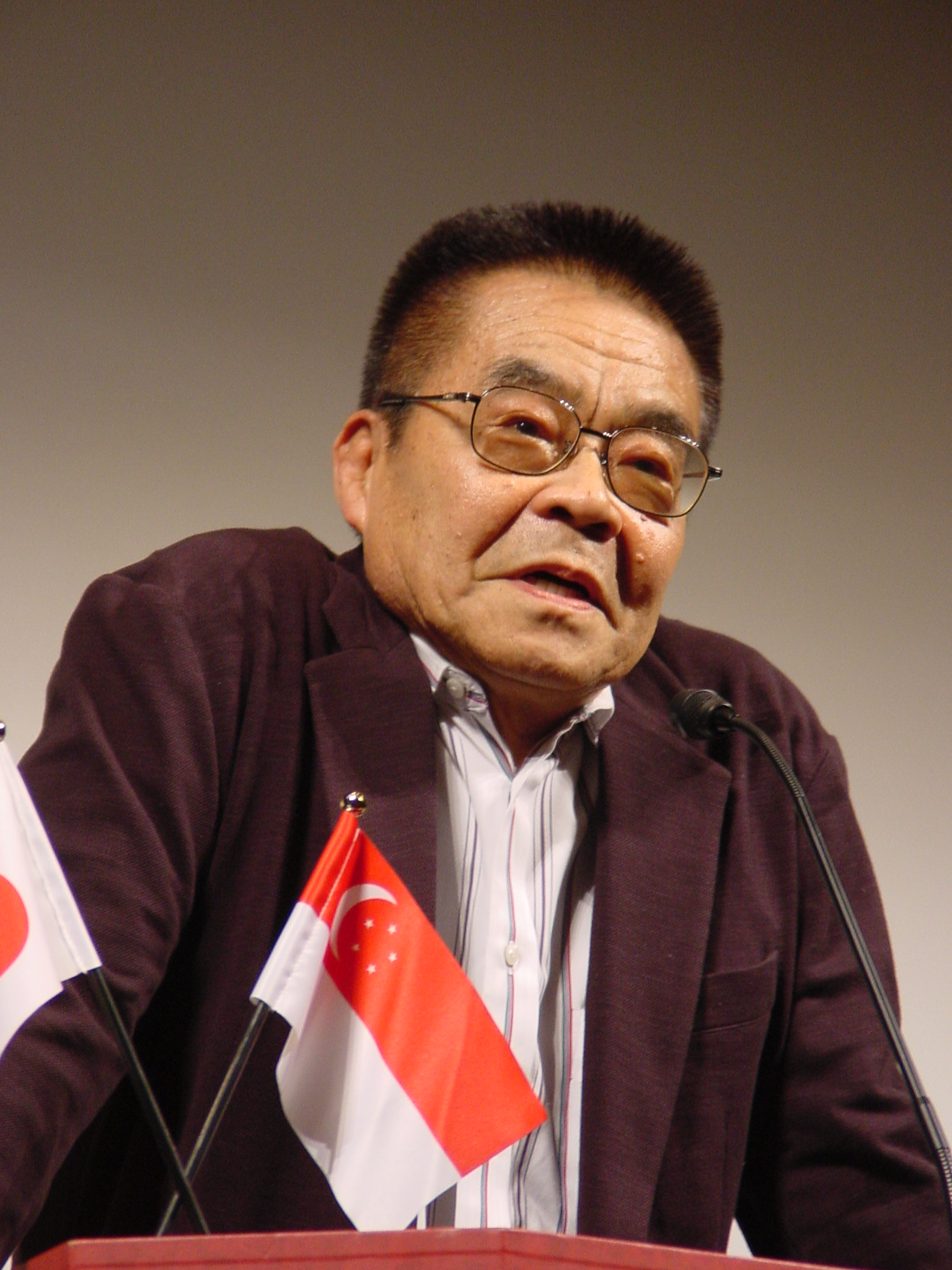
Yoshihiro Tatsumi, aclamado mangaká autor da autobiografia A Drifting Life (劇画漂流 Gekiga Hyōryū), obra vencedora em 2010.

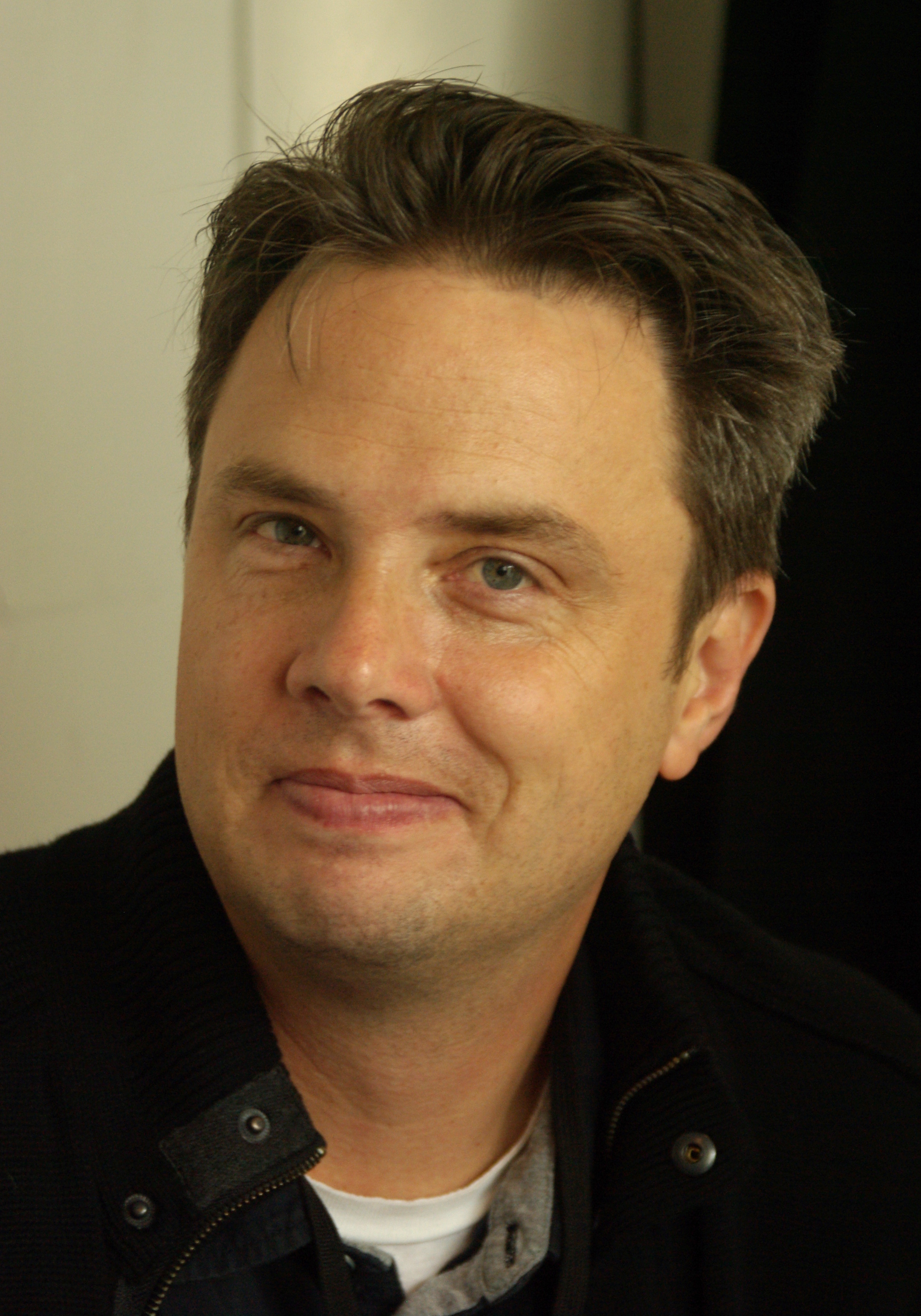
Jeff Jensen, roteirista de Green River Killer: A True Detective Story, obra vencedora da categoria em 2012.

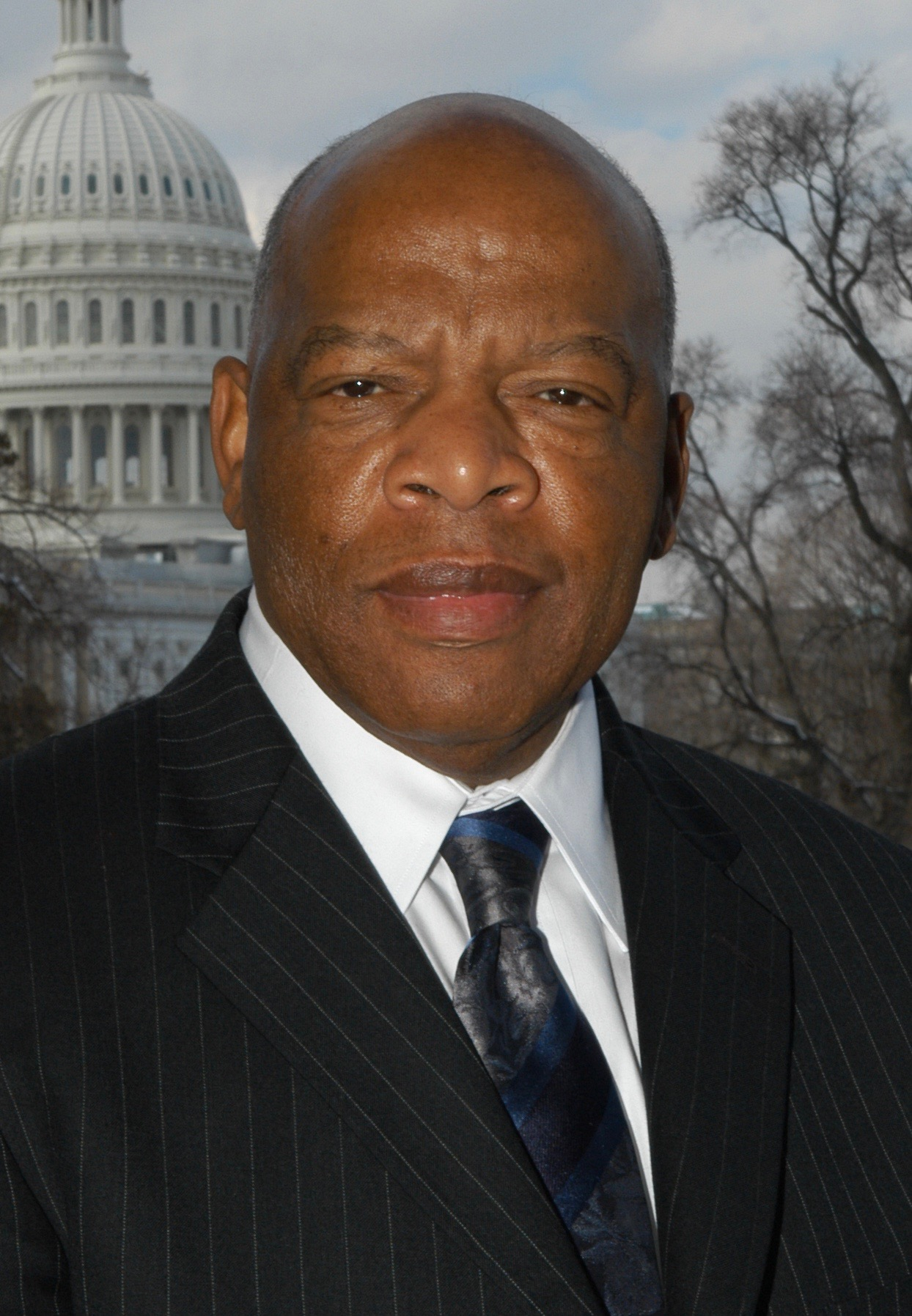
O ativista político e congressista americano John Lewis foi o autor, ao lado do roteirista Andrew Aydin e do ilustrador Nate Powell, da trilogia March, cujos volumes 2 e 3 foram as obras vencedoras da categoria em 2016 e 2017.

| 2006 | Nat Turner                                          | Kyle Baker                                               | Kyle Baker Publishing                      | - Embroideries,, por Marjane Satrapi (Pantheon) - Epileptic, por David B. (Pantheon) - Pyongyang, por Guy Delisle (Drawn & Quarterly) - True Story, Swear to God (Clibs Boy Comics) e True Story, Swear to God: This One Goes to Eleven (AiT/Planet Lar), por Tom Beland | [ 1 ]         |
| 2007 | Fun Home                                            | Alison Bechdel                                           | Houghton Mifflin                           | - I Love Led Zeppelin, por Ellen Forney (Fantagraphics) - Mom's Cancer, por Brian Fies (Abrams) - Project X Challengers: Cup Noodle, por Tadashi Katoh (Digital Manga) - Stagger Lee, por Derek McCulloch e Shepherd Hendrix (Image) | [ 2 ]         |
| 2008 | Satchel Paige: Striking Out Jim Crow                | James Sturm Rich Tommaso                                 | Center for Cartoon Studies/Hyperion        | - Laika, por Nick Abadzis (First Second) - The Magical Life of Long Tack Sam, por Ann Marie Fleming (Riverhead Books/Penguem Group) - Sentences: The Life of MF Grimm, por Percy Carey e Ronald Wimberly (Vertigo/DC) - White Rapids, por Pascal Blanchet (Drawn & Quarterly) | [ 6 ]         |
| 2009 | What It Is                                          | Lynda Barry                                              | Drawn & Quarterly                          | - Alan's War, por Emmanuel Guibert (First Second) - Blue Pills: A Positive Love Story, por Frederik Peeters (Houghton Mifflin) - Fishtown, por Kevin Colden (IDW) - A Treasury of XXth Century Murder: The Lindbergh Child, por Rick Geary (NBM) | [ 7 ]         |
| 2010 | A Drifting Life                                     | Yoshihiro Tatsumi                                        | Drawn & Quarterly                          | - Footnotes in Gaza, por Joe Sacco (Metropolitan/Holt) - The Imposter's Daughter, por Laurie Sandell (Little, Brown) - Monsters, por Ken Dahl (Secret Acres) - The Photographer, por Emmanuel Guibert, Didier Lefèvre e Frédéric Lemerier (First Second) - Stitches, por David Small (Norton) | [ 8 ]         |
| 2011 | It Was the War of the Trenches                      | Jacques Tardi                                            | Fantagraphics                              | - Picture This: The Nearsighted Monkey Book, por Lynda Barry (Drawn & Quarterly) - Special Exits: A Graphic Memoir, por Joyce Farmer (Fantagraphics) - Treasury of XXth Century Murder: The Terrible Axe Man of New Orleans, por Rick Geary (NBM) - Two Generals, por Scott Chantler (McClelland & Stewart) - You'll Never Know Book 2: Collateral Damage, por Carol Tyler (Fantagraphics)                                                                       | [ 9 ]         |
| 2012 | Green River Killer: A True Detective Story          | Jeff Jensen Jonathan Case                                | Dark Horse Books                           | - Around the World, porMatt Phelan (Candlewick) - Marzi: A Memoir, por Marzena Sowa e Sylvain Savoia (Vertigo/DC) - Onward Towards Our Noble Deaths, por Shigeru Mizuki (Drawn & Quarterly) - Vietnamerica, por GB Tran (Villard) | [ 10 ]        |
| 2013 | Annie Sullivan and the Trials of Helen Keller       | Joseph Lambert                                           | Center for Cartoon Studies/Disney Hyperion | - A Chinese Life, por Li Kunwu e P. Ôtié (Self Made Hero) - The Infinite Wait and Other Stories, por Julia Wertz (Koyama Press) - Marbles: Mania, Depression, Michelangelo & Me, por Ellen Forney (Gotham Books) - You’ll Never Know, Book 3: A Soldier’s Heart, por C. Tyler (Fantagraphics) | [ 11 ]        |
| 2013 | (Empate)                                            |                                                          |                                            | - A Chinese Life, por Li Kunwu e P. Ôtié (Self Made Hero) - The Infinite Wait and Other Stories, por Julia Wertz (Koyama Press) - Marbles: Mania, Depression, Michelangelo & Me, por Ellen Forney (Gotham Books) - You’ll Never Know, Book 3: A Soldier’s Heart, por C. Tyler (Fantagraphics) | [ 11 ]        |
| 2013 | The Carter Family: Don’t Forget This Song           | Frank M. Young David Lasky                               | Abrams ComicArts                           | - A Chinese Life, por Li Kunwu e P. Ôtié (Self Made Hero) - The Infinite Wait and Other Stories, por Julia Wertz (Koyama Press) - Marbles: Mania, Depression, Michelangelo & Me, por Ellen Forney (Gotham Books) - You’ll Never Know, Book 3: A Soldier’s Heart, por C. Tyler (Fantagraphics) | [ 11 ]        |
| 2014 | The Fifth Beatle: The Brian Epstein Story           | Vivek J. Tiwary Andrew C. Robinson Kyle Baker            | M Press/Dark Horse                         | - A Bag of Marbles, por Joseph Joffo, Kris e Vincent Bailly (Graphic Universe/Lerner) - Hip Hop Family Tree, vol. 1, por Ed Piskor (Fantagraphics) - March: Book One, por John Lewis, Andrew Aydin e Nate Powell (Top Shelf) - Today Is the Last Day of the Rest of Your Life, por Ulli Lust (Fantagraphics) - Woman Rebel: The Margaret Sanger Story, por Peter Bagge (Drawn & Quarterly)                                                                       | [ 3 ]         |
| 2015 | Hip Hop Family Tree, vol. 2                         | Ed Piskor                                                | Fantagraphics                              | - Can't We Talk About Something More Pleasant?, por oz Chast (Bloomsbury) - Dragon's Breath and Other True Stories, por MariNaomi (2d Cloud/Uncivilized Books) - El Deafo, por Cece Bell (Amulet/Abrams) - Nathan Hale's Hazardous Tales: Treaties, Trenches, Mud, and Blood, por Nathan Hale (Abrams) - To End All Wars: The Graphic Anthology of The First World War, editado por Jonathan Clode e John Stuart Clark (Soaring Penguin)                         | [ 12 ]        |
| 2016 | March: Book Two                                     | John Lewis Andrew Aydin Nate Powell                      | Top Shelf/IDW                              | - The Arab of the Future: A Childhood in the Middle East, 1978–1984, por Riad Sattouf (Metropolitan Books) - Displacement: A Travelogue, por Lucy Knisley (Fantagraphics) - Hip Hop Family Tree, Book 3: 1983–1984, por Ed Piskor (Fantagraphics) - Invisible Ink: My Mother’s Secret Love Affair with a Famous Cartoonist, por Bill Griffith (Fantagraphics) - The Story of My Tits, por Jennifer Hayden (Top Shelf/IDW)                                        | [ 13 ]        |
| 2017 | March: Book Three                                   | John Lewis Andrew Aydin Nate Powell                      | Top Shelf/IDW                              | - Dark Night: A True Batman Story, por Paul Dini e Eduardo Risso (Vertigo/DC) - Glenn Gould: A Life Off Tempo, por Sandrine Revel (NBM) - Rosalie Lightning: A Graphic Memoir, por Tom Hart (St. Martin’s) - Tetris: The Games People Play, por Box Brown (First Second) | [ 14 ]        |
| 2018 | Spinning                                            | Tillie Walden                                            | First Second                               | - Audubon: On the Wings of the World, por Fabien Grolleau e Jerémie Royer, traduzido por Etienne Gilfillan (Nobrow) - The Best We Could Do, por Thi Bui (Abrams ComicArts) - Calamity Jane: The Calamitous Life of Martha Jane Cannary, 1852–1903, por Christian Perrissin e Matthieu Blanchin, traduzido por Diana Schutz e Brandon Kander (IDW) - Lennon: The New York Years, por David Foenkinos, Corbeyran, e Horne, traduzido por Ivanka Hahnenberger (IDW) | [ 15 ] [ 16 ] |
| 2019 | Is This Guy For Real? The Unbelievable Andy Kaufman | Box Brown                                                | First Second                               | - All the Answers: A Graphic Memoir, por Michael Kupperman (Gallery 13) - All the Sad Songs, por Summer Pierre (Retrofit/Big Planet) - Monk!, por Youssef Daoudi (First Second) - One Dirty Tree, por Noah Van Sciver (Uncivilized Books) | [ 17 ] [ 18 ] |
| 2020 | They Called Us Enemy                                | George Takei Justin Eisinger Steven Scott Harmony Becker | Top Shelf                                  | - Good Talk: A Memoir in Conversations, por Michael Kupperman (One World/Random House) - Grass, por Keum Suk Gendry-Kim (Drawn & Quarterly) - Kid Gloves: Nine Months of Careful Chaos, por Lucy Knisley (First Second/Macmillan) - Moonbound: Apollo 11 and the Dream of Spaceflight, por Jonathan Fetter-Vorm (Hill & Wang) - My Solo Exchange Diary, por Nagata Kabi (Seven Seas)                                                                             | [ 19 ]        |